# Spring Subway
Spring Subway (Originaltitel: chinesisch 開往春天的地鐵 / 开往春天的地铁, Pinyin Kāiwàng Chūntiān de Dìtiě; internationaler Titel: englisch Spring Subway) ist ein chinesischer romantischer Film des Regisseurs Zhang Yibai mit Xu Jingley und Le Geng in den Hauptrollen. Zhang Yang, Regisseur der sechsten Generation, spielt auch eine Rolle in diesem Werk. Der Film stellt ein relativ neues Genre in China dar, ein künstlerisch und urban gestalteter kommerzieller Film, der auf die junge chinesische Mittelschicht aufmerksam machen möchte.
Spring Subway ist ein stilistischer Film, der mit chronologischen Konventionen und Rückblenden spielt und wo die Charaktere oft die vierte Wand durchbrechen und direkt mit dem Publikum sprechen.
Produziert wurde der Film vom Filmstudio China Youth Film Studio und dem unabhängigen Filmstudio Electric Orange Entertainment (das übrigens von Liu Fendou, dem Drehbuchautor des Films, geleitet wird).

## Handlung
Jianbin (Geng Le) und Xiaohui (Xu Jinglei) sind ein junges seit sieben Jahren verheiratetes Paar, das in Peking lebt. Der Beginn des Films zeigt ein von seinem Leben gelangweiltes Paar, dessen Beziehung sich in einer ausweglosen Situation befindet. Xiaohui, die für ein Design-Studio arbeitet, beginnt einen verlockenden Flirt mit einem seiner Kunden, mit Lao Hu, einem Coffee-Shop-Besitzer. Jianbin, seinerseits, ist vor kurzem entlassen worden, was er aber geheim hält:
Er zieht sich jeden Morgen an, um zur Arbeit zu gehen und verbirgt seine Aktentasche in einer öffentlichen Toilette. Vor allem aber steigt er in die Pekinger U-Bahn ein, wo er den ganzen Tag verbringt.
Während Jianbin jeden Tag mit der U-Bahn fährt, merken er (und auch die Zuschauer), dass um ihn herum mehrere Romanzen und Beziehungen blühen. Wang Yao (Fan Wei), ein 34-jähriger Koch, wird erschossen, als sein Blind Date Li Chuan bei einer Gasexplosion schwer verwundet wird. Unterdessen entdeckt eine weitere Mitreisende in der U-Bahn und Verkäuferin von gesunden Nahrungsmitteln, die jeden Tag ihre Erzeugnisse im U-Bahn-Waggon zu verkaufen versucht, dass ihr Freund sie betrügt und beschlossen hat, sie zu verlassen. Das seltsame Paar, der Küchenchef und die Verkäuferin, gestehen sich schließlich ihre Liebe, werden Freunde und beabsichtigen sogar zu heiraten. In der U-Bahn beginnt noch eine andere Beziehung, nämlich die zwischen Da Ming (Tu Qiang), einem jungen Mann und der Fotogeschäft-Angestellten Tian Hai. Der sehr schüchterne Mann macht Fotos von sich selbst und notiert auf einem Zettel, dass er das Mädchen gerne kennenlernen wolle, aber er flieht im letzten Moment. Wenn Tian Hai ihn schließlich findet und ihm gegenübertritt, ist er aus Scham nicht in der Lage zu sprechen, aber es gelingt ihm sich mit ihr zu verständigen und er gibt ihr seine Handy-Nummer, während der Zug weiterfährt.
Was Jianbin angeht, so scheint sein Leben eine sich außer Kontrolle befindende Spirale zu sein. Unfähig die Miete zu bezahlen und schnell mittellos, glaubt auch er, dass seine Frau vielleicht eine Affäre hat, obwohl Xiaohui in Wirklichkeit nur eine freundschaftliche Beziehung zu Lao Hu unterhält. Jianbin sagt seiner Frau jedoch, dass sein Arbeitgeber beschlossen habe, ihn zwecks Weiterbildung nach Frankreich zu schicken und beginnt sich mit dem Gedanken vertraut zu machen, Xiaohui zu verlassen, während er die blinde Meisterin nach Kenntnis ihres Namens (Wang Yao) besucht. Indem er sich als Koch ausgibt, beginnen die beiden eine enge Freundschaft. Nachdem Jianbin in einer Szene, in der er Lao Hus Zeitung anzündet, beschlossen hat, diesem die Stirn zu bieten, scheint die Beziehung zwischen Jianbin und Xiaohui kurz vor der Selbstzerstörung zu stehen, da keiner von beiden die Wahrheit aufdecken will, die in ihrem Inneren ruht. Xiaohui jedoch erfährt schließlich von Wang Yao, dem Koch, dass Jianbin seinen Job verloren hat und in den vergangenen sechs Monaten immer zur U-Bahn gegangen ist. Statt zum Flughafen zu fahren, ging Jianbin immer ins Krankenhaus, um zu sehen, wie sich Li Chuan die Bandagen aus ihrem Gesicht entfernt. Aber er verlässt sie immer, bevor sie ihn sehen kann, weil Jianbin erkennt, dass er seine Frau immer noch liebt. Der Film endet damit, dass sich Xiaohui und Jianbin in derselben U-Bahn-Station treffen, wo sie vor sieben Jahren waren, als sie nach Peking kamen.

## Mitwirkende
- Geng Le als Liu Jianbin, ein 28-jähriger Mann in Peking. Liu hat vor kurzem seinen Job verloren, er gibt jedoch noch vor, jeden Tag zur Arbeit zu fahren, während er einen großen Teil seiner Zeit in der Pekinger U-Bahn verbringt.
- Xu Jinglei als Chen Xiaohui, die 7 Jahre lang seine Frau ist.
- Zhang Yang als Lao Hu, ein Kunde von Xiaohuis Design Studio.
- Wang Ning als Li Chuan, eine verletzte Lehrerin.
- Fan Wei als Wang Yao, ein Koch.
- Ke Lan als Verkäuferin, deren Name im Film nicht genannt wird und im Nachspann unter der Bezeichnung Öffentlichkeitsarbeit (Public Relations) erscheint.
- Gao Yuanyuan als Tian Ai, eine Ladenbesitzerin und Objekt von Da Mings Affektion.
- Tu Qiang als Da Ming, ein junger Mann, den Jianbin im Zug kennenlernt.

## Geschichte der Produktion
Der Film ist Zhang Yibais erster als Direktor. Zhang hatte bis zum Film Spring Subway vor allem im Genre Musikvideo und fürs Fernsehen gearbeitet. Spring Subway ist auch der erste Film der brandneuen Electric Orange Entertainment, der unabhängigen Peking-Film-Produktionsfirma von Liu Fendou. Der Film ist der erste Versuch von Liu einen Film zu schreiben und zu produzieren. Im Gegensatz zu vielen Filmen in China jedoch gelang es Spring Subway die Genehmigung der Staatlichen Verwaltung von Radio, Film und Fernsehen zu erhalten.
Das Motto des Films lässt sich aus dem Chinesischen etwa so übersetzen: „Gibt es nach 7 Jahren noch Liebe?“.

### Musik
Die Musik zum Film wurde von Zhang Yadong komponiert und wird von der Pop-Rock-Band Yu Quan interpretiert.

## Rezeption
Spring Subway ist insofern von Bedeutung, als es einen neuen Stil des chinesischen Films darstellt. Im Gegensatz zu den umstrittensten Arbeiten von Regisseuren der Sechsten Generation wie Jia Zhangke oder Wang Xiaoshuai, deren Filme normalerweise von den staatlichen Behörden verboten werden, erhielt Spring Subway von Zhang Yibai die Drehgenehmigung des Staates. Nach Vorschlag eines Kritikers ist der Film ein Beispiel für einen „ambitionierten, unabhängigen chinesischen Film“, der die überwiegend im Besitz des Staates, befindlichen Filmstudios umgeht, jedoch sowohl im In- wie im Ausland Popularität genießt. Der Film von Zhang spiegelt insbesondere einen neuen Optimismus wider, der mit dem typisch chinesischen Film bricht, während andere bemerkt haben, dass der Film in der Tat wegen seiner Sensibilität „internationaler“ ist. Ein Kritiker des Internationalen Filmfestivals von Hawaii lobte den universalen Aufruf, als er sagte, dass die Geschichte des Films sich „überall in jeder Stadt abgespielt haben könnte und dass selbstverständlich jede Person, die einmal geliebt hat, einen Teil der von den Filmcharakteren erlebten Erfahrungen selbst erlebt hat“.
Spring Subway hat einige Erfolge auf den verschiedenen Filmfestivals wie Udine, Cannes, Seattle und anderen verbucht. Im Mai 2002 gab Spring Subway sein Debüt in China.